# وراپچه (توتین)
وراپچه (به صربی: Vrapče) یک منطقهٔ مسکونی در صربستان است که در ناحیه راشکا واقع شده‌است. وراپچه ۵۸ نفر جمعیت دارد.